# کلیسای سینت الفج
کلیسای سینت اَلفِج (انگلیسی: St Alfege Church, Greenwich) یک کلیسای انگلیسی در مرکز گرینویچ، منطقه سلطنتی گرینویچ در لندن است.